# Leonard Feather
Leonard Geoffrey Feather (Londen, 13 september 1914 – Encino, 22 september 1994) was een Britse jazzmusicus, jazzjournalist en -criticus, componist, producent en jazzhistoricus.

## Carrière
Feather was afkomstig uit een Joodse familie uit de bovenste middenklasse. Zijn vader had een keten kledingwinkels en was later in de vastgoedbranche. Feather groeide op in Londen, bezocht echter geen hogere school. Zijn ouders financierden echter zijn lange verblijven in Frankrijk en Duitsland. Hij schreef al sinds zijn late tienerjaren over film en jazz. Hij speelde piano en klarinet en componeerde later ook zelf (onder andere vertolkt door Mel Tormé en B.B. King). Nadat hij in 1935 voor de eerste keer de Verenigde Staten bezocht en afwisselend daar en in het Verenigd Koninkrijk als platenproducent en arrangeur had gewerkt (onder andere voor Duke Ellington en Louis Armstrong, in het Verenigd Koninkrijk voor Benny Carter, met wie hij bevriend was en die hem tot schrijven aanspoorde), verhuisde hij in 1939 permanent naar New York. Daar produceerde hij Lester Young en Charlie Parker en de eerste platen van Dinah Washington, George Shearing en Sarah Vaughan. Tijdens de jaren 1940 organiseerde hij in New York concerten in de Carnegie Hall en was hij persagent van Duke Ellington en Lionel Hampton, dat hij echter in 1943 opgaf ten gunste van de journalistiek.
Vanaf 1943 was Feather redacteur bij het magazine Esquire (waar hij met Robert Goffin de Esquire Jazz Award invoerde) en columnist voor de tijdschriften Metronome, Down Beat, Playboy (vanaf 1959 als jazz-redacteur), de Los Angeles Times (als jazz-criticus) en de Jazz Times. Bekend was de door hem in 1946 ingevoerde Blindfold-test bij Metronome Records, waarbij jazzmuzikanten tijdens interviews muziek kregen voorgespeeld, die ze bij de Blindtest aan de juiste auteur moesten toekennen. Zijn tests verschenen sinds 1951 regelmatig in DownBeat. In 1960 verhuisde hij naar Los Angeles. Van 1972 tot 1974 had hij een lectoraat aan de University of Loyola, Van 1987 tot 1988 aan de University of California in Los Angeles en onderrichtte hij aan de University of California, Riverside en de California State University - Northridge. Bij de radio presenteerde hij jarenlang het programma Music USA van de Voice of America.
Feather schreef de begeleidende teksten voor duizenden jazzalbums en was voor lange tijd de leidende jazzcriticus. Nadat hij al in 1962 co-producent werd van Jazz Scene USA, presenteerde hij vanaf 1967 het tv-programma Feather on Jazz, dat een tijd ook getoond werd bij de Duitse zender ARD. Hij is ook bekend als de schrijver van talrijke jazzboeken en in het bijzonder van zijn jazz-encyclopedie, waarvoor hij regelmatig vragenlijsten stuurde naar muzikanten. Nog in zijn laatste levensjaren werkte hij aan een nieuwe editie met Ira Gitler. Hij behoorde tijdens de jaren 1940 tot de vroege ondersteuners van de bop en schreef daarover in 1949 een boek (Inside Bebop).
Hij componeerde en arrangeerde onder andere Evil Gal Blues en Blowtop Blues voor Dinah Washington en How Blue Can You Get, dat onder andere werd opgenomen door Louis Jordan en B.B. King.

## Privéleven en overlijden
Feather was sinds 1945 getrouwd met Jane Leslie Larrabee, met wie hij een dochter (Lorraine, * 1948) had, die jazzzangeres en songwriter werd. Als laatste woonde hij in Sherman Oaks in Californië. Hij overleed in Encino op 22 september 1994 op 80-jarige leeftijd.

## Discografie
- 1937–1945: Leonard Feather 1937–1945 (Classics)
- 1951: Leonard Feather’s Swingin’ Swedes (Prestige)
- 1954: Dixieland Vs. Birdland (MGM)
- 1954: Cats Vs. Chicks (MGM)
- 1954: Winter Sequence (MGM)
- 1956: West Coast Vs. East Coast (MGM)
- 1956: Swingin’ on the Vibories (MGM)
- 1957: Hi-Fi Suite (MGM)
- 1957: 52nd Street (VSOP)
- 1957: Leonard Feather Presents BOP (Polydor)
- 1958: Swingin’ Seasons (MGM)
- 1959: Jazz from Two Sides (Concept)
- 1971: Night Blooming Jazzmen (Mainstream)
- 1971: Freedom Jazz Dance (Mainstream)
- 1971/1972: Night Blooming (Mainstream)
- 1972: All-Stars (Mainstream)
- 1997: Presents Bop (Tofrec)

- Biblioteca Nacional de España: XX928544
- Bibliothèque nationale de France: cb12171686h (data)
- CiNii: DA03238574
- Gemeinsame Normdatei: 11926241X
- International Standard Name Identifier: 0000 0001 1757 2062
- Library of Congress Control Number: n50001002
- Nationale Bibliotheek van Letland: 000002235
- MusicBrainz: 7b1f4382-fc71-435e-8ed7-e41ad8014b22
- Nationale Bibliotheek van Tsjechië: jx20051217010
- Nationale Bibliotheek van Israël: 987007463318605171
- Nederlandse Thesaurus van Auteursnamen: 069258333
- Istituto Centrale per il Catalogo Unico: SBLV101431
- SNAC: w6hj4s58
- Système universitaire de documentation: 081223382
- Virtual International Authority File: 33238292
- WorldCat: E39PBJgRQcrM4gXxjqHmwYkCcP